# Société Aérienne Bordelaise
SAB (акроним от Société 'Aérienne Bordelaise) — ныне не существующая французская авиастроительная компания.

## История
В конце 1920-х годов компания Société de Travaux Dyle et Bacalan, основанная в 1879 году и уже занимавшаяся помимо выпуска железнодорожной техники, судостроения и общественных работ разработкой и производством авиатехники распадается.
Её кораблестроительные мощности в 1928 году выкупает фирма «Ateliers et Chantiers Maritimes du Sud-Ouest», образуя новую компанию «Ateliers et Chantiers Maritimes du Sud-Ouest et de Bacalan Réunis». Железными дорогами продолжает заниматься реорганизованное «Société Dyba» а авиационное КБ и производство переходят к созданной в 1930 году компании «Société Aérienne Bordelaise» (SAB).
В течение своего короткого времени существования, она занимается переделками техники Dyle et Bacalan, надеясь добиться военных заказов, но большинство её разработок не выходят за стадию единичных прототипов. Уже в 1934 году SAB была поглощена группой Potez-Bloch, а позже национализирована и в 1936 году вошла в государственное объединение Societe Aeronautique du Sud-Ouest (SNCASO).

## Продукция фирмы

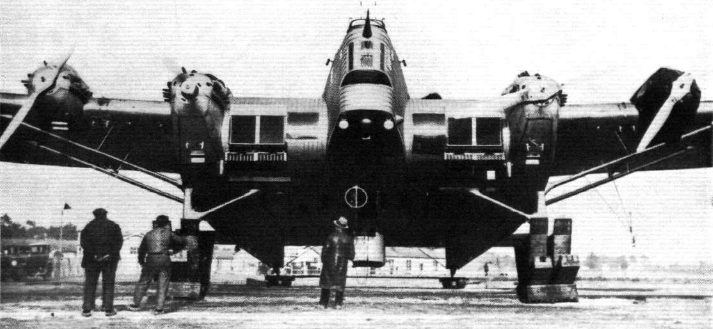
Бомбардировщик SAB AB-20 (1932)

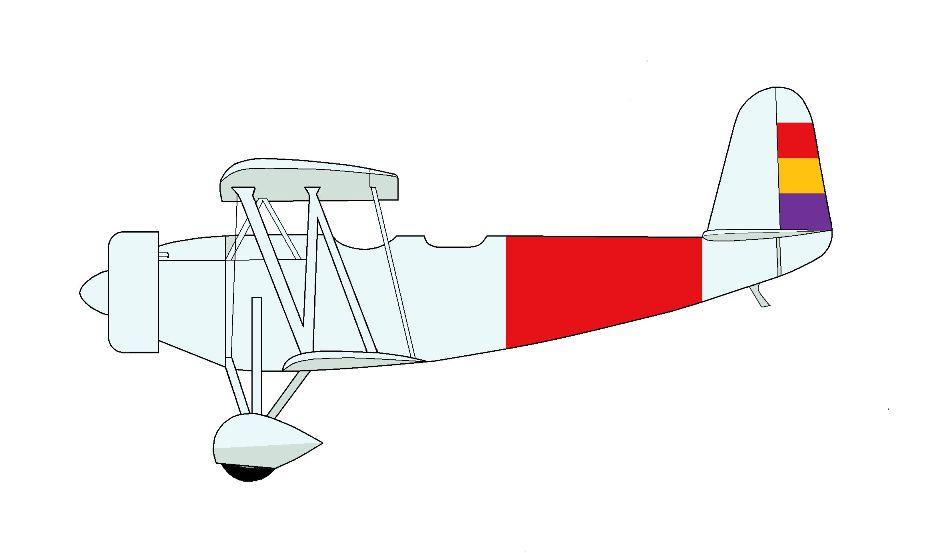
Учебный SAB-SEMA 12 в цветах ВВС республиканской Испании, школа Лос-Алькасарес.

- SAB DB-80 (1930) почтовый высокоплан, 1 экземпляр[4];
- SAB DB-81 (1930) вариант DB-80 с мотором Lorraine 5Pc, 1 экземпляр[4];
- SAB LH-70 (1932), также Lorraine Hanriot LH-70, четырёхместный самолёт для колониальной полиции, 2 экземпляра[5][6];
- SAB AB-20 (1932) пятиместный двухфюзеляжный тяжёлый бомбардировщик на базе DB-70 под конкурс BN4, 1 экземпляр[7][4];
- SAB AB-21 (1933) пятиместный тяжёлый бомбардировшик, 1 экземпляр[4][8];
- SAB AB-22 (1934) переделка AB-20 в тяжёлый перехватчик с 75-м пушкой modèle 97[4];
- SAB AB-80 (1934) четырёхместный многоцелевой ударный самолет, 1 экземпляр[4][9];
- SAB-SEMA 10 (1933) учебный (Societé Aérienne Bordelaise — Societé d’Etudes de Materiel d’Aviation)
- SAB-SEMA 12 переделка SAB-SEMA 10 под мотор Lorraine 9Na Algol.